# 14 de juny
El 14 de juny és el cent seixanta-cinquè dia de l'any del calendari gregorià i el cent seixanta-sisè en els anys de traspàs. Queden 200 dies per a finalitzar l'any.

## Esdeveniments
Països Catalans
- 1323 - Càller (Sardenya): l'infant Alfons hi desembarca i inicia la conquesta de Sardenya.
- 1391 - València: El Consell de la ciutat emet un bàndol en què prohibeix la pràctica del joc de pilota als carrers.
- 1808 - el Bruc (l'Anoia): el sometent català guanya la segona batalla del Bruc a la guerra del Francès contra l'exèrcit napoleònic.
- 1925 - Barcelona: El públic barcelonista al Camp de les Corts xiula l'himne espanyol. El dictador espanyol Primo de Rivera tanca l'estadi i el president Gamper ha de dimitir.
- 1991 - Barcelona: 21.104 espectadors omplen el Palau Sant Jordi en un concert de rock català, amb Sau, Sopa de Cabra, Els Pets i Sangtraït.[1]
- 2014 - Barcelona: Som Escola organitza la mobilització per l'escola catalana i el dret a decidir el model educatiu.

Resta del món
- 1658 - La batalla de les Dunes o de Dunkerque, va enfrontar l'exèrcit anglo-francès, sota el comandament d'Enric de La Tour d'Auvergne, vescomte de Turena, contra l'exèrcit espanyol sota el comandament de Joan Josep d'Àustria i Lluís II de Condé.[2]
- 1752 - Aranjuez (Comunitat de Madrid): el Regne d'Espanya signa el Tractat d'Aranjuez amb el Sacre Imperi i el Regne de Sardenya-Piemont amb el qual es comprometen a ajut mutu i que es respectaran els respectius territoris a la Península Itàlica.
- 1775 - Estats Units: Es funda l'Exèrcit dels Estats Units d'Amèrica.
- 1800 - Marengo (Alessandria, Piemont, Itàlia): Napoleó Bonaparte guanya la batalla de Marengo contra l'exèrcit del Sacre Imperi Romanogermànic durant la guerra de la Segona Coalició.[3]
- 1807 - Friedland (Prússia, actualment a l'óblast de Kaliningrad, Rússia): l'exèrcit de la Primera República Francesa obté una victòria decisiva contra l'exèrcit rus en la batalla de Friedland en la que aquest últim té entre 30.000 i 40.000 pèrdues. Això significarà el final de la guerra de la Quarta Coalició.[4]
- 1900 - Xina: Inici del setge a les ambaixades estrangeres a Pekin durant la Rebel·lió Boxer.[5]
- 1940 - París: Els alemanys entren a la ciutat durant la batalla de França.
- 1982 - Illes Malvines: Les tropes argentines de Port Stanley es rendeixen, i acaba la guerra de les Malvines.
- 1985 - Grècia-Líban-Algèria: El vol 847 de la TWA és segrestat per l'organització armada Hezbollah.

## Naixements
Països Catalans
- 1811 - Reus, Baix Camp: Pere Mata i Fontanet, metge català (m. 1877).[6]
- 1819 - Ciutadella de Menorca: Josep Maria Quadrado Nieto, apologista catòlic, arxiver, periodista i historiògraf menorquí (m. 1896).
- 1879 - Reus: Maria Ballvé Aguiló, professora i erudita reusenca.[7]
- 1881 - Barcelona: Carlota Matienzo Román, mestra i feminista que desenvolupà la trajectòria professional a Puerto Rico (m. 1926).[8]
- 1883 - Barcelona: Francesc de Paula Vallet i Arnau, sacerdot, fundador dels Cooperadors Parroquials de Crist Rei (m. 1947)
- 1909 - Ceret, Vallespir: Enric Guiter, lingüista nord-català.
- 1911 - Arbeca, Raimunda Elías Marca, mestra, primera aviadora de vol sense motor, a l'estat espanyol (m. 2001).[9]
- 1939 - Barcelona: Manuel Vázquez Montalbán, escriptor i periodista català (m. 2003).[10]
- 1941 - Barcelona: Òscar Tusquets Blanca, arquitecte català.[11]
- 1958 - Olesa de Montserrat: Joana Grau Masagué, jugadora de bàsquet catalana (m. 2014).[12]
- 1973 - El Masnou, Pamela Isús, política catalana, alcaldessa de Sant Pere de Vilamajor.[13]

Resta del món
- 1769, Rennes: Jean Elleviou, cantant francès de la corda de tenor.
- 1811, Litchfield, Connecticut Harriet Beecher Stowe, escriptora i activista abolicionista, autora de "La cabana de l'oncle Tom" (m. 1896).[14]
- 1814, Oosterhout: Adriana Johanna Haanen, pintora neerlandesa (m. 1895).[15]
- 1844, París: Léontine Lippmann, salonnière francesa, model literari de Proust i Anatole France (m. 1910).[16]
- 1868, Viena, Imperi Austrohongarès: Karl Landsteiner, patòleg, Premi Nobel de Medicina o Fisiologia de 1930 (m. 1943).[17]
- 1877, París: Jeanne-Marie Berthier, de nom artístic Jane Bathori, soprano francesa (m. 1970).[18]
- 1878, Semarang, illa de Java, Indonèsia: Jeanne Beijerman-Walraven, compositora neerlandesa (m. 1969).[19]
- 1899, Osaka, Japó: Yasunari Kawabata, escriptor japonès, Premi Nobel de Literatura de l'any 1968 (m. 1972).[20]
- 1908, Ilford, Anglaterra: Kathleen Raine, poetessa i crítica literària anglesa (m. 2003).[21]
- 1909, Hunt, Illinois, Estats Units: Burl Ives, actor estatunidenc.
- 1912, Marosvásárhely (Transsilvània)ː Magda László, soprano especialista en òperes del segle xx (m. 2002).[22]
- 1914, París: Gisèle Casadesus, actriu francesa, sòcia honorària de la Comédie Française (m. 2017).[23]
- 1916, Omaha, Nebraska: Dorothy McGuire, actriu estatunidenca del Hollywood dels anys 40 i 50 (m. 2001).[24]
- 1921, Màntua: Uber Gradella futbolista italià que jugava en la posició de porter.[25]
- 1924, Uddingston,(Escòcia): James Whyte Black, farmacòleg escocès, Premi Nobel de Medicina o Fisiologia de l'any 1988 (m. 2010).[26]
- 1928, Rosario (Argentina): Che Guevara, dirigent polític i guerriller argentí (m. 1967).[27]
- 1929 - Nova York: Cy Coleman, compositor nord-americà (m. 2004).[28]
- 1933, Mula (Múrcia): José María López Piñero, historiador de la ciència especialista en història de la medicina (m. 2010).
- 1935, Nova York: Vivian Gornick, crítica, periodista, assagista, biògrafa i activista feminista nord-americana.[29]
- 1942, Villaviciosa de Odón, Espanya: Roberto García-Calvo, jurista espanyol, magistrat conservador i espanyolista del TC (m. 2008).
- 1946, Nova York: Donald Trump, empresari nord-americà, personalitat televisiva i 45è president dels Estats Units.[30]
- 1954, Xi'an, Shaanxi (Xina): Huang Jianxin, guionista, productor i director de cinema xinès.[31]
- 1956, Siena: Gianna Nannini, cantant italiana de música rock.[32]
- 1966, São Paulo: Luciana Souza, cantant i compositora brasilera de jazz.[33]
- 1969, Mannheim: Steffi Graf, tennista alemanya, de les millors jugadores de la història.[34]
- 1974, Rouyn-Noranda, Quebec: Valérie Plante, alcaldessa de Mont-real des del 2017.[35]
- 1981, Samara (Unió Soviètica): Vladímir Ossetxkin, empresari i un activista dels drets humans.[36]

## Necrològiques
Països Catalans
- 1701 - Vallbona de les Monges: Maria de Llúria i de Magarola, abadessa de Vallbona de les Monges i escriptora.[37]
- 1921 - Cervera, la Segarra: Maria Güell i Puig, religiosa fundadora de les Missioneres Filles del Cor de Maria (n. 1848).[38]
- 1968 - Santiago de Xile: Josep Rosas i Vilaseca, sindicalista sabadellenc.
- 1997 - Barcelona: Mercè Muntanyola i Garriga, historiadora i professora universitària (n. 1912).[39]
- 2019 - Barcelona: Laura Almerich, guitarrista catalana, coneguda per la seva relació artística amb Lluís Llach (n. 1940).[40]
- 2023 - Barcelona: Jordi Porta i Ribalta, filòsof i activista cultural català (n. 1936).

Resta del món
- 1548, Avinyó: Elzéar Genet, músic
- 1642, Amsterdam: Saskia van Uylenburgh, model neerlandesa, que fou dona i model del pintor Rembrandt van Rijn (n. 1612).[41]
- 1830, Detmold: Anton Heinrich Pustkuchen, compositor alemany del Barroc.
- 1837, Nàpols: Giacomo Leopardi, escriptor i filòsof, el principal poeta del romanticisme italià (n. 1798).[42]
- 1920
  - Roma (Itàlia): Anna Maria Mozzoni, periodista milanesa, activista dels drets civils i pionera del feminisme a Itàlia (n. 1837).
  - Múnic (Alemanya): Max Weber, filòsof, sociòleg i politòleg alemany, un dels pares de la sociologia i l'administració pública modernes (n. 1864).[43]
- 1926, Le Mesnil-Théribus, Illa de França,ː Mary Cassatt, pintora americana del període impressionista, establerta a París (n. 1844).[44]
- 1928, Hampstead (Camden) (Londres, Regne Unit): Emmeline Pankhurst, pionera dels moviments feministes i defensora del vot femení (n. 1858).[45]
- 1960, Bucarest: Ana Pauker, líder comunista romanesa que fou Ministra d'Afers Exteriors (n. 1893).[46]
- 1961, Budapest: Ella Némethy, mezzosoprano hongaresa (n. 1895).[47]
- 1968, Amalfi, Itàlia: Salvatore Quasimodo, periodista i poeta, Premi Nobel de Literatura de l'any 1959 (n. 1901).[48]
- 1973, Derry, Irlanda del Nord: Muriel Robertson, protozoòloga i bacteriòloga a l'Institut Lister de Londres.[49]
- 1979, Túnel de Salang (Afganistan)ː Ahmad Zahir, cantant. Va revolucionar la música afganesa barrejant la guitarra elèctrica i la bateria amb els instruments tradicionals. Mor assassinat el dia del seu 33è aniversari.
- 1986, Ginebra, Suïssa: Jorge Luis Borges, escriptor argentí (86 anys).[50]
- 1994, Los Angeles, Califòrnia: Henry Mancini, compositor de música per a cinema (n. 1924).[51]
- 1995, Tallinn: Els Aarne, compositora, pianista i professora de música estoniana (n. 1917).[52]
- 1999, Màlaga: Dolores Jiménez Alcántara, La Niña de La Puebla, cantaora de flamenc i de copla andalusa (n. 1908).[53]
- 2007, La Plata: Marta Alconada, integrant de Mares de Plaza de Mayo.[54]
- 2009, Bethesda, Maryland: Edith Ronne, exploradora estatunidenca de l'Antàrtida.[55]
- 2012, Arcadia, Califòrnia: Marjorie Hyams, música de jazz estatunidenca, vibrafonista, pianista, bateria i arranjadora musical (n. 1920).[56]
- 2014, la Corunya, Espanya: María Wonenburger, matemàtica i investigadora gallega.[57]
- 2025 - San José: Violeta Chamorro, política i periodista nicaragüenca, que fou presidenta de Nicaragua (n. 1929).[58]

## Festes i commemoracions
- Dia Mundial del Donant de Sang[59]

Santoral
Església Catòlica
- Sants al Martirologi romà (2011):[61]
  - Sant Eliseu, profeta;
  - Sant Protus, màrtir d'Aquileia (s. I);
  - Sants Valeri i Rufí, màrtirs de Soissons (304);
  - Sant Fortunat de Nàpols, bisbe (s. IV);
  - Sant Eteri de Viena del Delfinat, bisbe (s. VII);
  - Sant Metodi I de Constantinoble, bisbe (847);
  - Anastasi, Fèlix i Digna de Còrdova, màrtirs (853).
- Sant Salomó d'Israel, rei;
- Sant Teopista de Roma, màrtir;
- Sant Marcià de Sírac, màrtir (255);
- Sant Marc de Lucera, bisbe (328);
- Sant Dogmael de Gal·les, monjo (s. VI);
- Sant Cebrià d'Antigny, màrtir;
- Sant Gerold de Fontenelle, bisbe (806); Ciaran) de Bellach-Duin, abat (870);
- Sant Burcard de Meissen, bisbe (970); Epó de Lenzen, màrtir (1066); Elgar de Bardsey, eremita (1100); translació de les restes d'Anià d'Orleans, Rigobert de Reims i de Mansuet de Toul.
- Beat Nennus d'Arran, abat (s. VII);
- Beat Hartwig de Salzburg, bisbe (1023);
- Beat Quincià de Rodés, bisbe;
- Beat Ricard de Saint-Vanne, abat (1046).
- Venerable Constança de Castro, terciària franciscana (beata);
- Venerable Castora Gabrielli, vídua terciària (1391);
- Venerable Maria Güell i Puig, fundadora de les Missioneres Filles del Cor de Maria;
- Venerable Meinrad Eugster, germà llec (1925).
- beat Pedro de Bustamante, bisbe d'Aghadoe, venerat a l'Orde de la Mercè:
- beat Gerard de Claravall (12 de juny), venerat a l'Orde Cistercenc:

Església Copta
- 7 Paoni: martiri de Sant Isquirió el Soldat, o Abixkiron.

Església Ortodoxa (segons el calendari julià)
- Se celebren els corresponents al 27 de juny del calendari gregorià.

Església Ortodoxa (segons el calendari gregorià)
Corresponen a l'1 de juny del calendari julià litúrgic:
- Sant Justí el Filòsof, màrtir;
- Sants Caritó, Carita, Evelpist, Hièrax, Peó, Valerià i Just, màrtirs;
- Sant Justí de Roma, màrtir en 166;
- Sant Dionís de Gluixetsk, abat (1437);
- Sant Agapit de les Coves de Kíev, metge (1095);
- Sant Metri el Granger;
- Sant Neó, màrtir;
- Sant Pirrus, hieromàrtir;
- Sant Firm de Magus,
- Sant Tespesi, màrtir de Capadòcia.

Església d'Anglaterra
- Richard Baxter, purità (1691).

Església Episcopal dels Estats Units
- Sant Basili el Gran, bisbe de Cesarea (379).

Església Evangèlica Luterana d'Amèrica
- Sant Basili el Gran, bisbe de Cesarea;
- Sant Gregori de Nazianz, bisbe;
- Sant Gregori de Nissa;
- Santa Macrina la Major, teòloga;
- Sant Eliseu, profeta;
- Sant Godescalc, rei dels Vends.